# エアマグネット
エアマグネット (AirMagnet)は、アメリカ合衆国マサチューセッツ州に本社を置く、Wi-Fiネットワークモニターに関するアプライアンス製品と関連するソフトウェアを開発・販売するネットスカウシステムズ社の無線LANサイト調査のソフトウェア・ソリューション製品である。日本国内正規代理店としては、東洋計測器、SCSKが販売およびサポートを行っている。
同社はワイアレスサイト調査ツール  ,ラップトップアナライザ , スペクトラムアナライザ, ポータブルアナライザ, 無線アクセスポイントの障害調査ソリューションを提供している。
アメリカ合衆国を含む北米、南米、ヨーロッパ、アジア計22カ国に現地オフィスを構え、全世界に対して販路を持っている。

## 製品
- 無線LANサイトサーベイツール

AirMagnet Survey Pro / Planner
- 無線LAN環境 干渉源調査ツール

AirMagnet Spectrum XT
- 無線LANアナライザ

AirMagnet WiFi Analyzer
いずれの製品も、ソフトウェア提供
- オールインワンタブレット型アナライザ

OptiView XG

## 歴史
2001年, AirMagnet 設立。

2009年8月, Fluke Networks と経営統合を発表。

2014年10月, NetScout Systemsと経営統合を発表。